# Christian Meyer (Fußballspieler)
Christian Meyer (* 24. Dezember 1968) ist ein ehemaliger deutscher Fußballspieler. 

## Werdegang
Der Mittelfeldspieler Christian Meyer spielte ab 1987 für den FC Gütersloh in der seinerzeit drittklassigen Oberliga Westfalen. Nachdem die Gütersloher im Jahre 1990 in die Verbandsliga abstiegen wechselte Meyer zum Liga- und Kreisrivalen SC Verl. Mit den Verlern wurde Meyer 1991 Meister der Oberliga Westfalen, scheiterte aber in der Aufstiegsrunde zur 2. Bundesliga am FC Remscheid. Drei Jahre später gelang Meyer mit seiner Mannschaft die Qualifikation für die neu geschaffene Regionalliga West/Südwest. Als Vizemeister der Saison 1994/95 qualifizierten sich die Verler für die deutsche Amateurmeisterschaft, wo die Mannschaft im Halbfinale an den Stuttgarter Kickers scheiterte.
Meyer kehrte daraufhin zum FC Gütersloh zurück, der gerade in die Regionalliga aufgestiegen war. Mit den Güterslohern schaffte Meyer den Durchmarsch in die 2. Bundesliga. 1999 ging es für den Verein wieder runter in die Regionalliga, ehe der Verein im Februar 2000 wegen Insolvenz aufgelöst werden musste. Christian Meyer kehrte daraufhin zum SC Verl zurück, ehe er im Jahre 2002 seine Karriere beendete. Für den FC Gütersloh absolvierte Meyer 95 Zweitligaspiele, in denen er 18 Tore erzielte.

## Erfolge
- Aufstieg in die 2. Bundesliga 1996
- Meister der Oberliga Westfalen 1991